# روزالین برایانت
روزالین برایانت (انگلیسی: Rosalyn Bryant؛ زادهٔ january ۷, ۱۹۵۶ (۶۹ سال)) ورزشکار دو و میدانی اهل ایالات متحده آمریکا است.
وی در مسابقات کشوری و بین‌المللی در مجموع برندهٔ ۱ مدال نقره شده‌است.